# Sœurs (film 2020)
Soeurs è un film drammatico del 2020 diretto da Yamina Benguigui, ex ministro del governo francese. Ambientato nella comunità franco-algerina, è interpretato da Isabelle Adjani, Maïwenn e Rachida Brakni.

## Trama
Da trent’anni, tre sorelle franco-algerine, Zorah (Adjani), Nohra (Maïwenn) e Djamila (Brakni), vivono nella speranza di ritrovare il loro fratello Rheda, rapito dal padre e nascosto in Algeria. Quando vengono a sapere che il padre è in fin di vita, decidono di partire tutte e tre per il paese africano, nella speranza che lui riveli loro dove si trova il fratello. Ha così inizio, per Zorah e le sue sorelle, una corsa contro il tempo in un’Algeria in cui comincia a soffiare il vento della rivoluzione.